# Finale de la Coupe UEFA 2008-2009
La finale de la Coupe UEFA 2008-2009 est la 38e et dernière finale de la Coupe de l'UEFA, sous son ancienne forme, organisée par l'UEFA. Ce match de football a lieu le 20 mai 2009 au stade Şükrü Saracoğlu de Istanbul, en Turquie, qui de par sa localisation du côté asiatique du Bosphore en fait le premier stade non-européen à accueillir une finale de compétition européenne.
Elle oppose l'équipe ukrainienne du Chakhtar Donetsk aux Allemands du Werder Brême. Le match se termine par une victoire des Donetskiens après prolongations sur le score de 2 buts à 1, ce qui constitue leur premier sacre dans la compétition ainsi que leur premier titre européen.
Vainqueur de la finale, le Chakhtar Donetsk est à ce titre qualifié pour la Supercoupe d'Europe 2009 contre le FC Barcelone, vainqueur de la finale de la Ligue des champions.

## Contexte
Il s'agît de la première fois que le Chakhtar Donetsk et le Werder Brême se rencontrent lors d'un match de compétition. Les Ukrainiens ont déjà rencontré des équipes allemandes à neuf reprises par le passé, remportant quatre confrontations pour trois défaites, tandis que les Allemands ont affronté des équipes ukrainiennes par trois fois, l'emportant à deux reprises pour une défaite. Les deux équipes disputent là leur première finale de Coupe UEFA, les Brêmois ayant déjà remporté la Coupe des coupes en 1992 face à l'AS Monaco tandis que les Donetskiens disputent leur toute première finale continentale.
Le stade Şükrü Saracoğlu organise par ailleurs sa première finale de compétition européenne à cette occasion, c'est la première fois qu'un tel événement est organisé hors de l'Europe géographique, du fait de l'emplacement du stade du côté asiatique du Bosphore, et la deuxième fois qu'une finale européenne est organisée en Turquie après la finale de la Ligue des champions en 2005.

## Parcours des finalistes
Note : dans les résultats ci-dessous, le score du finaliste est toujours donné en premier (D : domicile ; E : extérieur).
| Rang | Équipe           | Pts | J | G | N | P | Bp | Bc | Diff |
| ---- | ---------------- | --- | - | - | - | - | -- | -- | ---- |
| 1    | FC Barcelone     | 13  | 6 | 4 | 1 | 1 | 18 | 8  | +10  |
| 2    | Sporting CP      | 12  | 6 | 4 | 0 | 2 | 8  | 8  | 0    |
| 3    | Chakhtar Donetsk | 9   | 6 | 3 | 0 | 3 | 11 | 7  | +4   |
| 4    | FC Bâle          | 1   | 6 | 0 | 1 | 5 | 2  | 16 | -14  |

| Rang | Équipe                | Pts | J | G | N | P | Bp | Bc | Diff |
| ---- | --------------------- | --- | - | - | - | - | -- | -- | ---- |
| 1    | Panathinaïkos         | 10  | 6 | 3 | 1 | 2 | 8  | 7  | +1   |
| 2    | Inter Milan           | 8   | 6 | 2 | 2 | 2 | 8  | 7  | +1   |
| 3    | Werder Brême          | 7   | 6 | 1 | 4 | 1 | 7  | 9  | -2   |
| 4    | Anorthosis Famagouste | 6   | 6 | 1 | 3 | 2 | 8  | 8  | 0    |

## Match

### Feuille de match
| ·              |                        |      |
| Titulaires :   |                        |      |
|                |                        |      |
| 30             | Andrei Pyatov          |      |
| 33             | Darijo Srna            |      |
| 5              | Oleksandr Kucher       |      |
| 27             | Dmytro Tchyhrynsky     |      |
| 26             | Răzvan Raț             |      |
| 18             | Mariusz Lewandowski    |      |
| 7              | Fernandinho            |      |
| 11             | Ilsinho                | 100e |
| 22             | Willian                |      |
| 8              | Jádson                 | 112e |
| 17             | Luiz Adriano           | 90e  |
|                |                        |      |
| Remplaçants :  |                        |      |
| 12             | Rustam Khudzhamov      |      |
| 4              | Igor Duljaj            | 112e |
| 32             | Mykola Ischenko        |      |
| 36             | Oleksandr Chyzhov (en) |      |
| 19             | Oleksiy Hay            | 100e |
| 21             | Oleksandr Gladkiy      | 90e  |
| 99             | Marcelo Moreno         |      |
|                |                        |      |
| Entraîneur :   |                        |      |
| Mircea Lucescu |                        |      |

| ·             |                    |      |
| Titulaires :  |                    |      |
|               |                    |      |
| 1             | Tim Wiese          |      |
| 8             | Clemens Fritz      | 95e  |
| 15            | Sebastian Prödl    |      |
| 4             | Naldo              |      |
| 2             | Sebastian Boenisch |      |
| 22            | Torsten Frings     |      |
| 6             | Frank Baumann      |      |
| 25            | Peter Niemeyer     | 103e |
| 11            | Mesut Özil         |      |
| 24            | Claudio Pizarro    |      |
| 9             | Markus Rosenberg   | 78e  |
|               |                    |      |
| Remplaçants : |                    |      |
| 33            | Christian Vander   |      |
| 3             | Petri Pasanen      | 95e  |
| 5             | Duško Tošić        |      |
| 7             | Jurica Vranješ     |      |
| 16            | Alexandros Tziolis | 103e |
| 14            | Aaron Hunt         | 78e  |
| 34            | Martin Harnik      |      |
|               |                    |      |
| Entraîneur :  |                    |      |
| Thomas Schaaf |                    |      |

| ·              |                        |      |
| Titulaires :   |                        |      |
|                |                        |      |
| 30             | Andrei Pyatov          |      |
| 33             | Darijo Srna            |      |
| 5              | Oleksandr Kucher       |      |
| 27             | Dmytro Tchyhrynsky     |      |
| 26             | Răzvan Raț             |      |
| 18             | Mariusz Lewandowski    |      |
| 7              | Fernandinho            |      |
| 11             | Ilsinho                | 100e |
| 22             | Willian                |      |
| 8              | Jádson                 | 112e |
| 17             | Luiz Adriano           | 90e  |
|                |                        |      |
| Remplaçants :  |                        |      |
| 12             | Rustam Khudzhamov      |      |
| 4              | Igor Duljaj            | 112e |
| 32             | Mykola Ischenko        |      |
| 36             | Oleksandr Chyzhov (en) |      |
| 19             | Oleksiy Hay            | 100e |
| 21             | Oleksandr Gladkiy      | 90e  |
| 99             | Marcelo Moreno         |      |
|                |                        |      |
| Entraîneur :   |                        |      |
| Mircea Lucescu |                        |      |

| ·             |                    |      |
| Titulaires :  |                    |      |
|               |                    |      |
| 1             | Tim Wiese          |      |
| 8             | Clemens Fritz      | 95e  |
| 15            | Sebastian Prödl    |      |
| 4             | Naldo              |      |
| 2             | Sebastian Boenisch |      |
| 22            | Torsten Frings     |      |
| 6             | Frank Baumann      |      |
| 25            | Peter Niemeyer     | 103e |
| 11            | Mesut Özil         |      |
| 24            | Claudio Pizarro    |      |
| 9             | Markus Rosenberg   | 78e  |
|               |                    |      |
| Remplaçants : |                    |      |
| 33            | Christian Vander   |      |
| 3             | Petri Pasanen      | 95e  |
| 5             | Duško Tošić        |      |
| 7             | Jurica Vranješ     |      |
| 16            | Alexandros Tziolis | 103e |
| 14            | Aaron Hunt         | 78e  |
| 34            | Martin Harnik      |      |
|               |                    |      |
| Entraîneur :  |                    |      |
| Thomas Schaaf |                    |      |

### Statistiques
| Statistique    | Chakhtar Donetsk | Werder Brême |
| -------------- | ---------------- | ------------ |
| Buts           | 1                | 1            |
| Tirs           | 5                | 5            |
| Tirs cadrés    | 3                | 1            |
| Possession     | 57%              | 43%          |
| Corners        | 5                | 1            |
| Fautes         | 11               | 7            |
| Hors-jeux      | 1                | 1            |
| Cartons jaunes | 0                | 1            |
| Cartons rouges | 0                | 0            |

| Statistique    | Chakhtar Donetsk | Werder Brême |
| -------------- | ---------------- | ------------ |
| Buts           | 0                | 0            |
| Tirs           | 6                | 7            |
| Tirs cadrés    | 3                | 3            |
| Possession     | 59%              | 41%          |
| Corners        | 4                | 2            |
| Fautes         | 12               | 8            |
| Hors-jeux      | 2                | 1            |
| Cartons jaunes | 3                | 1            |
| Cartons rouges | 0                | 0            |

| Statistique    | Chakhtar Donetsk | Werder Brême |
| -------------- | ---------------- | ------------ |
| Buts           | 1                | 0            |
| Tirs           | 4                | 7            |
| Tirs cadrés    | 2                | 2            |
| Possession     | 60%              | 40%          |
| Corners        | 1                | 2            |
| Fautes         | 4                | 7            |
| Hors-jeux      | 2                | 0            |
| Cartons jaunes | 0                | 2            |
| Cartons rouges | 0                | 0            |

| Statistique    | Chakhtar Donetsk | Werder Brême |
| -------------- | ---------------- | ------------ |
| Buts           | 2                | 1            |
| Tirs           | 15               | 19           |
| Tirs cadrés    | 8                | 6            |
| Possession     | 59%              | 41%          |
| Corners        | 10               | 5            |
| Fautes         | 27               | 22           |
| Hors-jeux      | 5                | 2            |
| Cartons jaunes | 3                | 4            |
| Cartons rouges | 0                | 0            |